# جورج ديتريل
جورج ديتريل (بالفرنسية: Georges Detreille) (9 سبتمبر 1893 – 13 مايو 1957) كان دراجًا فرنسيًا شارك في سباقات الدراجات الهوائية على المضمار والطريق.

## مسيرته
شارك ديتريل في الألعاب الأولمبية الصيفية 1920 في أنتويرب، بلجيكا، وفاز بالميدالية الذهبية كجزء من فريق فرنسا في سباق الدراجات على الطريق للفرق. كما نافس أيضًا في السباق الفردي على الطريق وحقق المركز الخامس.

## وفاته
توفي جورج ديتريل في مدينته مولان بفرنسا عام 1957 عن عمر يناهز 63 عامًا.